# Proteuxoa passalota
Proteuxoa passalota là một loài bướm đêm thuộc họ Noctuidae. Nó được tìm thấy ở New South Wales, Nam Úc, Victoria và Tây Úc.